# David Embé
Jacques-David Embé, dit David Embé, est un ancien attaquant des Lions Indomptables. Né à Yaoundé le 13 novembre 1973, il a eu 78 sélections pour 46 buts marqués.
Il joua avec le Cameroun de 1993 à 1997, et joua la Coupe du monde de football 1994 aux États-Unis et marqua le premier but des camerounais durant ce tournoi à la 31e minute de jeu contre la Suède, match qui se termina par un match nul de 2 buts partout.

## Clubs
- 1990-1993 :  Racing Bafoussam
- 1993-1994 :  CF Belenenses
- 1994-1996 :  AEL Larissa
- 1996-1998 :  UAG Tecos
- 1999 :  Shanghai Shenhua
- 2000 :  Club Centro Deportivo Municipal
- 2001 :  FK Tchernomorets Novorossiysk
- 2001 :  New England Revolution

▪   2003 : Gallia Club Omnisports Bihorel